# 10149 Cavagna
A 10149 Cavagna (ideiglenes jelöléssel 1994 PA) a Naprendszer kisbolygóövében található aszteroida. M. Tombelli és A. Boattini fedezte fel 1994. augusztus 3-án.